# Diogo Inácio de Pina Manique
Diogo Inácio de Pina Manique (1733-1805) est un magistrat portugais.
Formé en droit à l'université de Coimbra, il occupe différents postes avant d'être nommé intendant général de la police: il aura été juge criminel dans différentes zones de Lisbonne, Superintendant général et conseiller de la cour suprême de justice de Porto. 
Proche du Marquis de Pombal, il sera pourtant nommé intendant général de la police (18 janvier 1780) par la reine Marie Ire et ce malgré la réaction antipombaline (viradeira) après la chute du Marquis de Pombal. Il poursuivit d'ailleurs son œuvre de reconstruction et de modernisation de Lisbonne. 
En 1780, il fonde la Casa Pia, centre de réinsertion destiné aux orphelins et aux mendiants, qui commence à fonctionner dans le Château Saint-Georges, à Lisbonne. Il est aussi le premier à organiser le recensement de la population.
Durant le règne de Marie Ire, son action en tant qu'intendant général de la police s'oriente vers la répression des idées nées de la Révolution française, à travers notamment l'interdiction de circulation de livres et de publications ou la persécution d'intellectuels. Cette politique se transforme vite en suspicion générale envers tous les émigrés français. Il s'attaque à la franc-maçonnerie portugaise. Bientôt tous les Portugais suspectés de complaisance avec les idées françaises sont poursuivis. Il a des espions partout. 
Jean VI de Portugal finira par le démettre à la demande de Napoléon Bonaparte. Il meurt deux ans plus tard. 